# فورنيلي
فورنيلي هي بلدية في مقاطعة إزرنية في منطقة مليزة بجنوب إيطاليا، وتقع على بعد حوالي 45 كيلومتر (28 ميل) غرب كمبباسة وحوالي 8 كيلومتر (5 ميل) غرب إزرنية.
ولدت أنونزياتا دياليساندرو (مولودة بلقب لومبارديا)، والدة نانسي بيلوسي، في فورنيلي عام 1909.